# Arcanu, Buzău
Arcanu este un sat în comuna Scutelnici din județul Buzău, Muntenia, România. Se află în zona de câmpie din sudul județului, la limita cu județul Ialomița.